# Inmigración polaca en España
La población polaca residente en España creció del 2000 al 2010 de 8.164 a 86.324 (casi diez veces más), siendo ésta fecha su tope máximo. La cifra se estabilizó del 2009 al 2012 en torno a los 85.000, para caer a partir de entonces hasta los 53.190 en 2017 a causa de la crisis económica que venía arrastrando España desde el 2008. Hasta el 2016, España no superó el PIB del 2008, mientras que la economía polaca tuvo una más pronta recuperación. El PIB de Polonia del 2008 se superó en el 2011. Desde 2017, hasta el 2022, la cifra de residentes polacos en España se ha estabilizado, quedando como último dato 52.882 en el 2022.
En 2022, la Comunidad donde más residentes polacos había, era en la Comunidad de Madrid con 13.045, seguida de Cataluña con 10.416 y en tercer lugar la Comunidad Valenciana con 7.083.